# Terzaga
Terzaga – gmina w Hiszpanii, w prowincji Guadalajara, w Kastylii-La Mancha, o powierzchni 33,81 km². W 2011 roku gmina liczyła 20 mieszkańców.